# Paul Assmann
Paul Assmann (ur. 3 stycznia 1881 w Dreźnie, zm. 10 kwietnia 1967 w Berlinie) – niemiecki geolog, badacz triasu Górnego Śląska.

## Życiorys
Po ukończeniu szkoły średniej, podjął w Dreźnie studia budowlane, które porzucił w 1902 na rzecz studiów geologicznych w Berlinie. Ukończył je w 1906, specjalizując się w paleontologii i po krótkiej pracy paleontologa, od 1908 do emerytury pracował w państwowej służbie geologicznej Niemiec. W czasie I wojny światowej walczył przeciwko Francji na froncie zachodnim, następnie w Rumunii, na Polesiu w trakcie ofensywy Brusiłowa i pod koniec wojny znów na froncie zachodnim. Dwukrotnie ciężko ranny, po kapitulacji Niemiec wziął jeszcze udział w walkach przeciwko komunistom ze Związku Spartakusa, a następnie powrócił do pracy geologicznej.
W czasie swej kariery, wykonał 31 opublikowanych map geologicznych, przede wszystkim Górnego Śląska, ale także Wielkopolski, Łużyc i Saksonii. W okresie poprzedzającym II wojnę światową i w jej trakcie wykonał liczne ekspertyzy inżynieryjne (zwłaszcza projekty budowy lub modernizacji tam wodnych i studni przemysłowych zaopatrujących w wodę) i górnicze (kopalnie węgla kamiennego, cynku i ołowiu) na Górnym Śląsku i w Beskidach polskich i czeskich. Był jednym z projektantów autostrady A4 na odcinku Wrocław - Kraków, zrealizowanej dopiero pod koniec XX wieku.
Główne zainteresowania Assmanna koncentrowały się jednak na skałach i skamieniałościach triasu górnośląskiego. Opracował obowiązujący, z małymi zmianami, do dziś podział stratygraficzny triasu śląskiego, opisał kilkaset gatunków skamieniałych bezkręgowców, z tego większość wcześniej nieznanych ze Śląska, a w przypadku 105 gatunków, były one znalezione i ustanowione pierwszy raz na świecie.